# Thank U, Next
Thank U, Next (estilizado como thank u, next) é o quinto álbum de estúdio da artista musical estadunidense Ariana Grande. O seu lançamento ocorreu em 8 de fevereiro de 2019, através da Republic Records. Pouco após o lançamento de seu disco anterior Sweetener, recebido com aclamação crítica e sucesso comercial, Grande passou por problemas pessoais e considerou dar uma pausa em sua carreira, incentivada, principalmente, pela morte de seu ex-namorado, o rapper Mac Miller, em setembro de 2018. Entretanto, ela começou as sessões de gravação e composição de seu álbum seguinte pouco depois, contando com a colaboração de Victoria Monét e Tayla Parx na composição, e de Tommy Brown, Charles Anderson e Michael Foster na produção, todos amigos próximos — uma decisão vinda da própria cantora, e que ajudou-a a se recuperar e serviu como forma de terapia.
Boa parte do trabalho foi concebida e gravada em apenas duas semanas, com colaborações adicionais vindo por parte dos produtores suecos de longa data Max Martin e Ilya, além de Pop Wansel, Happy Perez, Brian Baptiste e NOVA Wav. Assim como em seu álbum anterior, Ariana trabalhou na produção executiva com seu empresário Scooter Braun, e assumiu ainda mais controle criativo e musical, participando da composição e da produção vocal de todas as músicas. O seu título é uma referência a uma frase usada frequentemente por ela e Monét. Em termos musicais, Thank U, Next é um álbum derivado principalmente dos gêneros pop, R&B e trap, assim como o antecessor, mas também incorpora gêneros como hip hop, dancehall e soul, e influências de gêneros urbanos. Suas letras refletem o período de turbulências pessoais da cantora, tratando de temas como auto-capacitação e aceitação, agradecimento a relações passadas e relação com a mídia.
Um dos álbuns mais aguardados do ano, embora lançado menos de seis meses após o antecessor, Thank U, Next foi aclamado por críticos musicais, que elogiaram a sua coesão, produção, letras com temáticas pessoais e os vocais de Grande, obtendo uma média de 86 pontos no agregador de resenhas Metacritic. Constou em diversas listas compilando os melhores álbuns do ano e da década e recebeu um total de quatro indicações nos Grammy Awards de 2020, incluindo álbum do ano e melhor álbum vocal de pop. Foi igualmente bem recebido no campo comercial, liderando as tabelas musicais em 15 territórios, como Austrália, Canadá, Dinamarca, Noruega, Nova Zelândia e Suécia, além de constar entre os dez mais comprados em uma série de outros países. Registrou recordes de streams nos Estados Unidos e no Reino Unido, debutando na primeira colocação e com a maior semana de vendas da carreira de Grande em ambos os países — obtendo, respectivamente, 360 mil unidades e 307 milhões de streams, e 65 mil unidades e 59 milhões de streams.
A faixa-título, "7 Rings e "Break Up with Your Girlfriend, I'm Bored" foram lançadas como singles oficiais, além do promocional "Imagine". Todos os oficiais lideraram a UK Singles Chart e as paradas irlandesas e neozelandesas, enquanto os dois primeiros renderam à Grande suas duas primeiras lideranças na estadunidense Billboard Hot 100, estreando diretamente no topo. Da mesma forma que o antecessor, Thank U, Next foi notado por dar continuidade à ascensão de Grande em sua carreira musical, rendendo-lhe credibilidade entre os críticos e reconhecimento do público de massa. Divulgação mínima foi realizada para o álbum, com Grande apresentando-se somente no The Ellen DeGeneres Show, no Women in Music da Billboard e do Billboard Music Awards de 2019. Com exceção destes eventos, a divulgação foi focada na Sweetener World Tour, iniciada em março de 2019 com término em dezembro do mesmo ano, passando por arenas na América do Norte e Europa e alguns festivais em ambos os continentes.

## Antecedentes
Em agosto de 2018, Ariana Grande lançou seu quarto álbum de estúdio, Sweetener. Gravado entre 2016 e 2018, o trabalho apresentou a cantora explorando novas direções musicais e líricas, tratando de temas mais ousados e pessoais, com mais da metade do disco sendo produzido por Pharrell Williams, além de várias canções desenvolvidas com a equipe de Max Martin. O produto foi aclamado por críticos musicais, que elogiaram sua coesão e produção e suas letras e consideraram-no o melhor da artista até então. Liderou as paradas musicais em mais de 20 países e rendeu à Grande sua maior estreia nos Estados Unidos até então, debutando no topo da Billboard 200 com 231 mil unidades adquiridas. "No Tears Left to Cry", "God Is a Woman" e "Breathin" foram lançadas como singles, com a primeira liderando as tabelas de vários territórios e a segunda sendo indicada a melhor desempenho solo de pop nos Grammy Awards de 2019.
Ao longo do verão boreal de 2018, Grande obteve grande notoriedade na mídia não somente pela sua música, mas também pelo noivado anunciado em maio daquele ano com o comediante Pete Davidson, do Saturday Night Live, o qual ela conheceu numa aparição anos antes. Em meio à divulgação do álbum, realizada principalmente com apresentações ao vivo, no dia 7 setembro de 2018 o rapper Mac Miller, ex-namorado da cantora, faleceu devido a uma overdose. Grande cancelou sua presença nos Prêmios Emmy e anunciou em um comunicado uma pausa na carreira, incentivada pelo ocorrido e por outros eventos pessoais nos dois últimos anos, repassando numa nota de imprensa que usaria esse período "para passar um tempo com seus amados e trabalhar em músicas novas sem uma data específica". Em outubro, no entanto, a cantora revelou em suas redes sociais já estar trabalhando em seu álbum de estúdio seguinte e que, ao contrário do anunciado anteriormente, não daria uma pausa em sua carreira. Ela anunciou também as primeiras datas da Sweetener World Tour, marcando seu início para março de 2019 e comunicando que a turnê divulgaria tanto Sweetener quanto seu próximo disco. Ainda em outubro, Grande deu fim ao noivado de cinco meses com Davidson.

## Gravação e produção
"[Make Up] eu a fiz isso com outro produtor [Brian Baptiste] que eu conheço. Ele estava no Texas na época. Eu fiquei tipo, "Ei, você tem alguma ideia?" Ele me enviou essa ideia e eu fiquei tipo, "Isso é incrível. Vamos construir algo em cima disso". Eu toquei e eles foram direto para a cabine e fizeram de novo. Nesse ponto, eu fiquei tipo, "Eles vão continuar escrevendo músicas incríveis como essa?". Algumas das músicas vieram de batidas, algumas vieram do zero com um som. "7 rings" e "thank u, next" vieram de um som".

—Brown explicando a criação de três canções do alinhamento de Thank U, Next.
Em entrevista à revista Vogue, Grande creditou seus amigos por encorajá-la a sair de casa e entrar em estúdio para gravar e compor novas canções naquele momento: "Meus amigos sabem quanto consolo a música me traz, então acho que foi uma situação do tipo vamos lá, tenha força, você consegue". Na altura de setembro de 2018, a artista voou para Nova Iorque, acompanhada por amigos e colaboradores como Victoria Monét e Tommy Brown. Os três, junto com os parceiros de longa data da artista, Max Martin e Savan Kotecha, se reuniram nos Jungle City Studios, localizado na esquina do apartamento no qual ela estava hospedada, para realizarem a primeira seção. Outros profissionais que vieram a fazer parte do projeto estão Pop Wansel, Happy Perez, Brian Baptiste e NOVA Wav. Assim como em seu álbum anterior, Ariana trabalhou na produção executiva com seu empresário Scooter Braun, e assumiu ainda mais controle criativo e musical, participando da composição e da produção vocal de todas as músicas. Sobre as sessões, Brown comentou: "A gente tinha um quadro branco na sala e toda vez que ela tinha uma ideia, ela subia e escrevia nele. As ideias simplesmente brotavam dela. Eu fiquei tipo, "ela está realmente sentindo algo muito forte". Ele acabou co-produzindo cinco músicas para o disco — "Needy", "NASA", "Make Up", "7 Rings" e "Thank U, Next", mais do que qualquer outro produtor da equipe. Revelando, ainda, que "antes de cada sessão, todos se encontravam no andar de baixo e tomavam uma taça de champanhe [...] isso nos permitia sermos abertos e construir um vínculo inquebrável".
A primeira música que Grande escreveu foi 'Ghostin'. Mas levou semanas para concluí-la, explicando: "Tivemos que fazer [pequenas] pausas em 'Ghostin'. Esse foi o primeiro refrão feito e então voltamos e fizemos os versos duas semanas depois [...] completamos o restante em uma hora". Varias canções foram escritas com base em suas experiências amorosas; entre as quais, "Thank U, Next", obra que intitula o disco, em que ela concebeu originalmente enquanto estava noiva de Davidson, durante um ponto tumultuado da relação. Em entrevista ao The Zach Sang Show, a artista revelou que várias versões da obra foram gravadas devido à incerteza de seu relacionamento na época, bem como à hesitação da co-escritora Tayla Parx sobre se Grande deveria listar os nomes de seus ex-namorados na letra: "Há uma versão em que eu ia me casar, há uma versão em que não vou me casar, há uma versão que não estamos falando de nada [...] Mas, no fundo, todos nós sabíamos que a primeira versão seria a que finalmente escolheríamos". Para "7 Rings" — que foi co-escrita pela cantora —, a inspiração deu-se quando ela, a certa altura, levou suas amigas para tomar café da manhã na joalheria Tiffany, após romper seu noivado com Pete, e comprou sete anéis de noivado para cada uma delas, como forma de simbolizar o vínculo de amizade; "Quando se está esperando na Tiffany eles te dão muita champanhe, não é? Eles deixaram a gente bem animadas, então compramos sete anéis de noivado, e quando voltamos ao estúdio [...] eu fiquei tipo 'vadias, isso deve render uma música' e então escrevemos naquela tarde", explicou a cantora à revista Billboard.

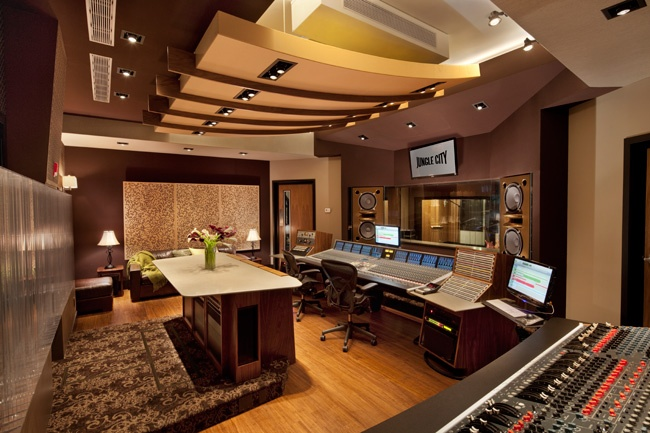
O Jungle City Studios localizado na Cidade de Nova Iorque, foi um dos estúdios usados para a gravação das canções do álbum.

Entrevistada pela NPR, Tranter, compositor de "Fake Smile" relatou que a faixa foi gravada e escrita no mesmo dia: "Nós meio que começamos a falar sobre coisas em nossas vidas e a música meio que saiu. E então, assim que terminou, ela imediatamente a gravou porque estava muito animada com o que tínhamos escrito juntos". "NASA" apresenta uma introdução falada por Shangela, uma drag queen conhecida por competir no programa RuPaul's Drag Race,  que foi convidada a contribuir após ter visitado o estúdio com o irmão de Grande, Frankie, em uma noite enquanto ela estava gravando-a. O desenvolvimento de Thank U, Next foi extraordinariamente rápido, mas produtivo. A cantora e sua equipe escreveram cerca de nove canções em apenas uma semana e concluíram a maior parte da gravação depois de mais duas semanas, tendo finalizado inteiramente o projeto em dezembro, menor tempo que qualquer trabalho da artista até então. Outros estúdios em que as gravações ocorreram incluem os Right Track Studios de Nova Iorque, MXM, Conway Recording Studios e Record Plant na região metropolitana de Los Angeles, Wolf Cousins Studios em Estocolmo e Estúdios inteiros em Londres; todas as outras músicas da edição padrão foram gravadas nos Jungle City Studios. A mixagem foi realizada por Ilya, Phil Tan, Manny Marroquin e Serban Ghenea, ocorrendo nos Callanwolde Fine Arts Center em Atlanta, Geórgia e MixStar Studios em Virginia Beach, Virgínia, enquanto a masterização de todo o disco foi feita por Randy Merrill nos Sterling Sound em Nova Iorque.

## Estrutura musical
Em termos de composição musical, embora composto principalmente por músicas pop, R&B e trap, Thank U, Next contém muitos elementos de dancehall, soul, pop-rap e hip hop. Sob o ponto de vista narrativo, como reflexo do período em que foi concebido — em meio a uma crise na vida pessoal de Grande —, aborda temáticas relacionadas ao amor, tristeza, empoderamento feminino, sexualidade e auto-cuidado e foi comercializado como um álbum que apela a significados pessoais para a artista. Trata-se de uma coletânea autobiográfica sobre a sensação de lidar com traumas e negatividade, decorrentes infortúnios pelos quais ela experimentou nos meses anteriores à sua produção. O usufruto criativo da exposição de sua vida pessoal gera no ouvinte  uma aproximação por meio da identificação de acontecimentos triviais comuns. Nele, a artista é sincera e demonstra fragilidade, vulnerabilidade e temores diante de situações pessoais, relacionais e emocionais, como seu enfrentamento com a ansiedade. Ela expõe sua derrota emocional e a transforma em arte, quebrando o estigma de popstar perfeita, frequentemente associado a ídolos da cultura popular e da indústria do entretenimento. As faixas dialogam diretamente com sua figura pública, abordando todos os temas pelos quais ela foi alvo de notícia no último ano. O noivado precoce com Davidson e a morte repentina do seu ex-namorado e amigo próximo e a sua luta constante em relação a sua saúde mental em "Fake Smile", em que ela deixa claro como é difícil manter um sorriso verdadeiro sendo uma figura pública que vive sob o olhar de milhões de pessoas nas redes sociais.

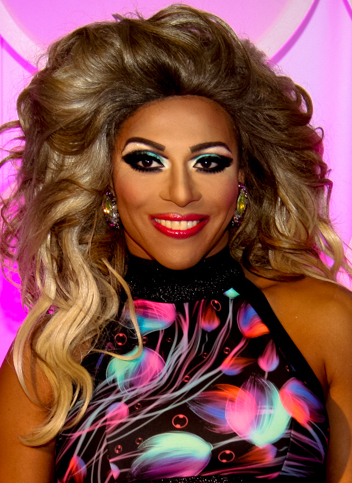
A drag queen, Shangela tem uma participação não creditada na terceira faixa "NASA".

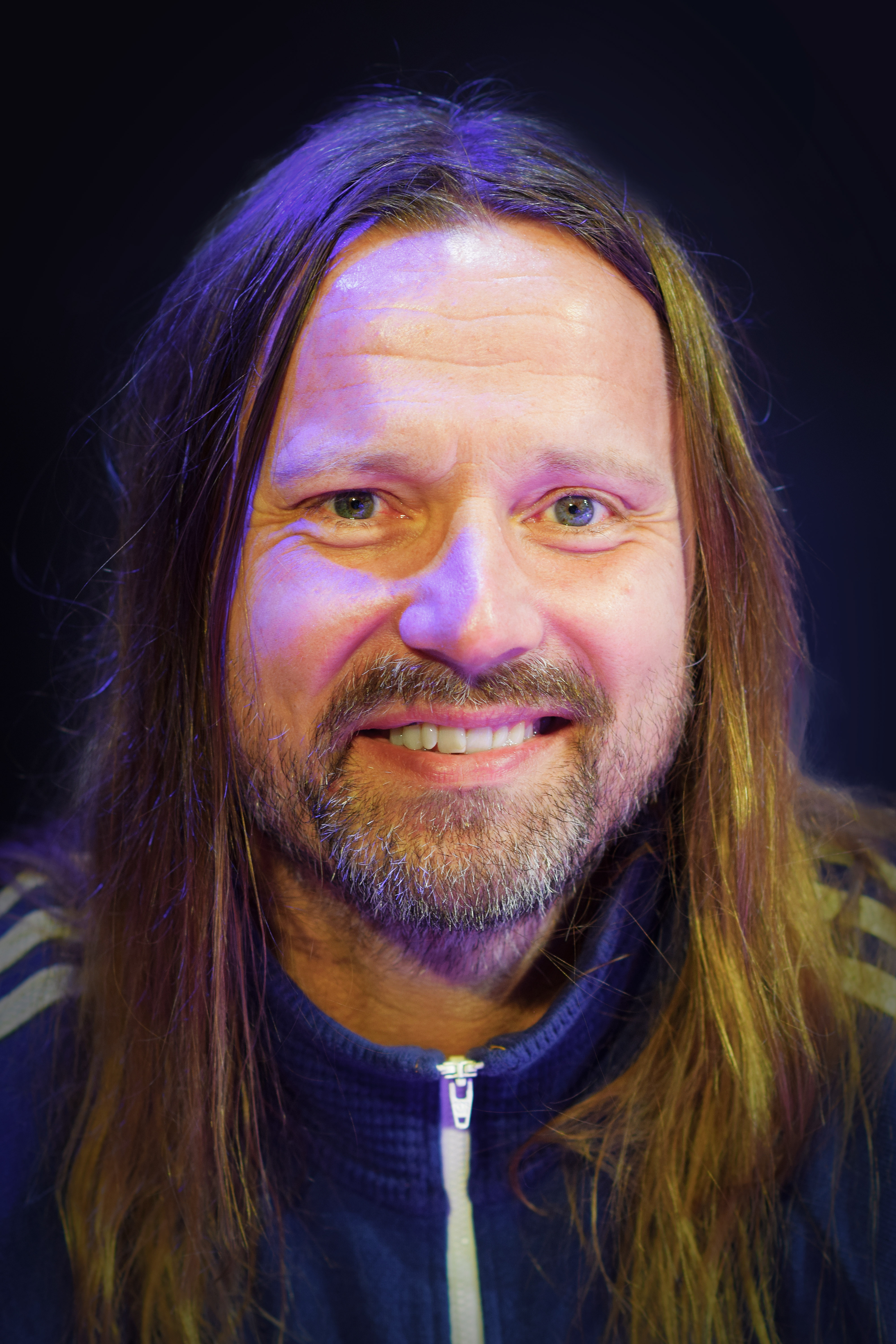
Max Martin é creditado como co-autor de três faixas.

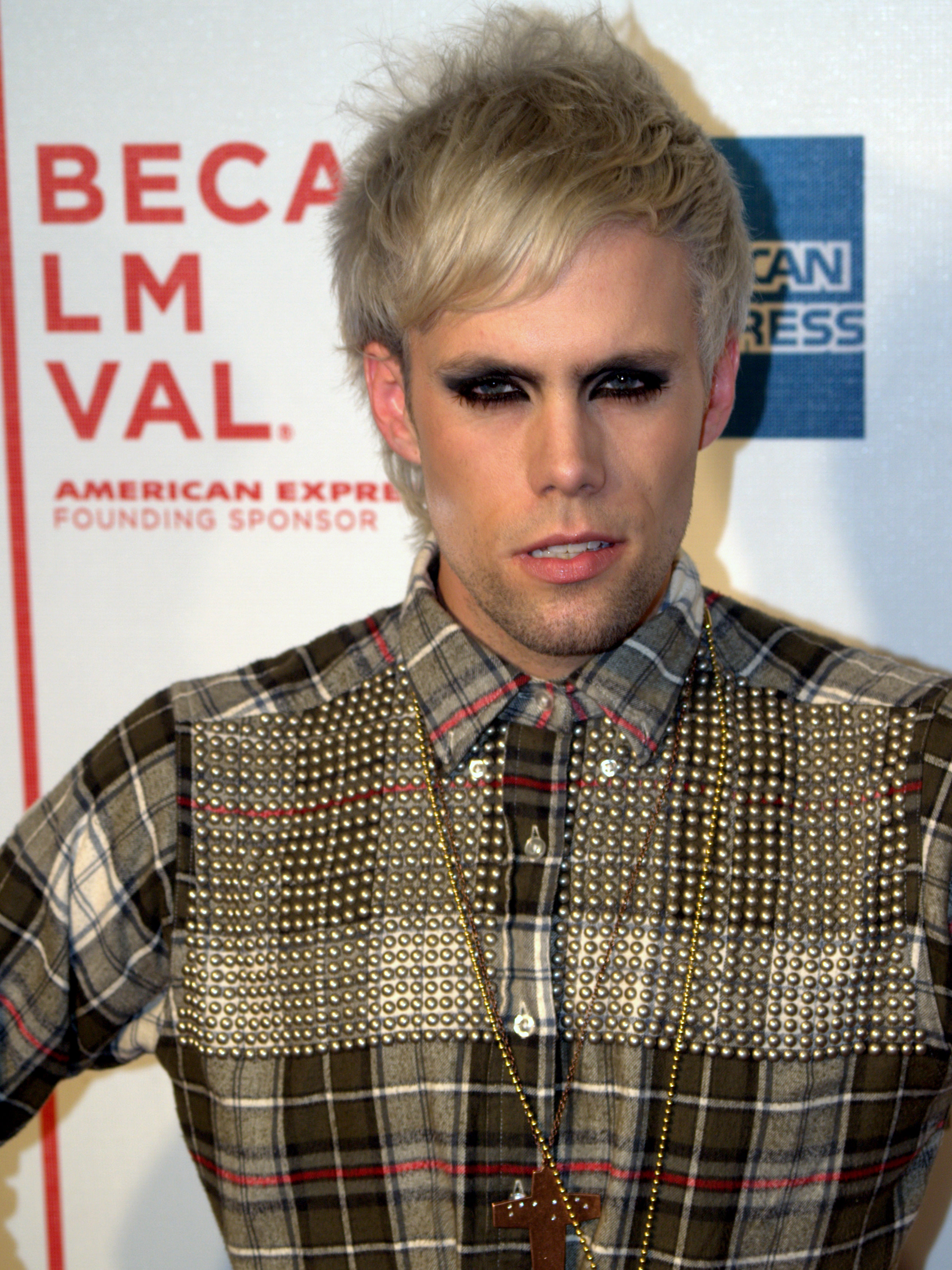
Justin Tranter é um dos compositores de "Fake Smile".

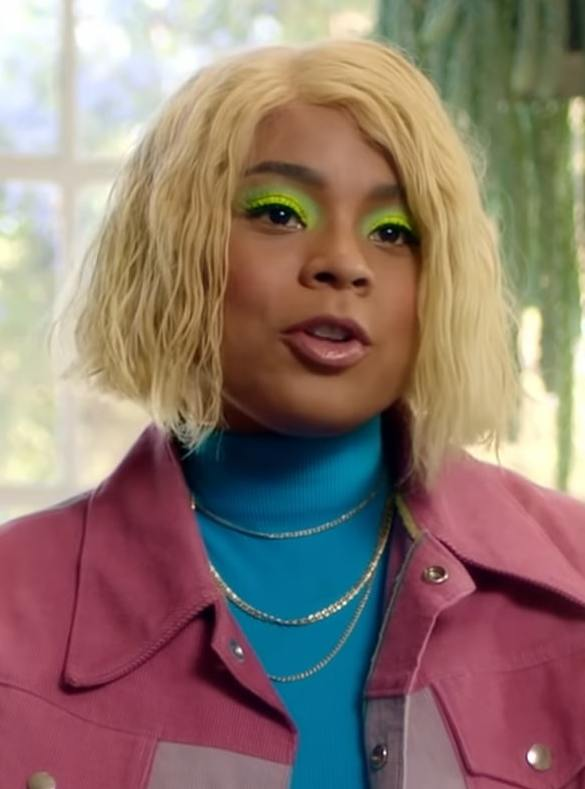
Tayla Parx co-escreveu "Needy".

Thank U, Next é iniciado com "Imagine". A música apresenta várias notas de apito, e em sua letra Grande imagina como um mundo onde tudo gira à volta do amor, da cumplicidade e onde não existem preocupações. Musicalmente, é um R&B delicado com toques de trap que cria um clima descontraído e um tanto melancólico em uma balada cheia de emoção. A faixa seguinte, "Needy", continua a nos mostrar uma Grande vulnerável e "carente", cantando sobre sentir-se necessária e encontrar conforto nos outros. A base aqui ganha um pouco mais de importância em uma música minimalista, de tempo moderado, com um sintetizador similar a um metrônomo em primeiro plano. "NASA" é a terceira música do álbum e abre com uma nova versão da clássica frase dita por Neil Armstrong ao pisar na lua em 1969; "Este é um grande passo para a mulher / um grande salto para a mulher",, que é uma nova versão da frase "Este é um grande passo para o homem / Um grande salto para a humanidade" aqui citada pela drag queen Shangela, cujo conteúdo lírico fala sobre amar alguém, mas precisa de espaço para ficar sozinha e justamente esse jogo de palavras com espaço e estrelas é o que deu título à música. Musicalmente, é uma faixa dance-pop, com batidas de trap e R&B, sendo comparada com os gêneros de Atlanta. "Bloodline", a quarta obra do disco, orna R&B dancehall, contendo barulhos de trompetes e baixo considerados "ousados". Foi sonoramente comparado ao single de "Side to Side" e "Greedy" de seu terceiro álbum de estúdio, Dangerous Woman (2016). A música apresenta uma frase de efeito de Marjorie Grande, avó da intérprete, onde ela fala: "Porque eu estou tentando fazer o melhor que posso / e eles não conseguem encontrar algo pra me satisfazer". Na letra, a protagonista transmite a ideia de que não procura nenhum relacionamento sério, apenas alguém com quem passar o tempo e divertir-se. Por isso diz "não quero você na minha linhagem", ou seja, não procura, para já, ninguém para construir uma família.
"Depois que acabou [de escrever a letra], ela disse: 'Como você acha que fica melhor?' Eu fiquei tipo: 'Oh, garota, eu amei, e já estou pensando no que vou fazer para minha versão'. Ela olhou para mim e disse: 'Sua versão?' Eu fiquei tipo: 'Oh, quero dizer, uma versão quando eu me apresentar como drag. Eu quero sair com um traje lunar com alguns peitos espaciais. Eu quero sair como se estivesse andando na lua. Vou levantar aquela máscara de lua falsa e dizer: 'Este é um pequeno passo para a mulher, um salto gigante para a humanidade feminina.' Ela disse: 'Oh meu Deus, eu amei isso'".
— A drag queen Shangela sobre sua participação na terceira faixa "NASA".
A quinta faixa do álbum é "Fake Smile", possui um sample de "After Laughter (Comes Tears)", canção gravada pela cantora Wendy Rene. É, musicalmente, um R&B eletrônico com toques retrô e um pouco de reggae, que apresenta uma referência direta aos momentos difíceis pelos quais Grande passou nos últimos meses e a forma como sente a obrigação de esconder as suas preocupações com um sorriso, daí dizendo que é falso. No entanto, a artista quer mudar isto e deixar de fingir, não se preocupando com o que as pessoas e, principalmente, a mídia irão dizer. "Bad Idea" é um uma peça de R&B acelerado com uma guitarra em sua introdução, com uma orquestra em toda a ponte, contendo predominância de sintetizadores e percussão, onde a intérprete canta sobre o desejo de acabar com a dor da solidão. Em seguida, vem, "Make Up". É, em termos musicais, um trap com influências de hip hop. Sobre seu conteúdo lírico, Grande disse "ela quer brigar com seu parceiro apenas para que eles possam fazer as pazes mais tarde, enquanto também quer que ele estrague sua maquiagem".
"Ghostin", a oitava faixa de Thank U, Next, é uma balada. Em termos de melodia é um dream pop que contém sintetizadores e cordas. Aqui ela canta sobre como é ainda amar alguém com quem você terminou, mas agora está com outra pessoa, e essa nova pessoa sabe o que você ainda sente e tenta instrui-lo a se dedicar a algo novo e esquecer o amor do passado. Grande se vê incapaz de desaparecer da vida da outra pessoa e tirá-la completamente da cabeça, e ela canta isso com uma voz sincera que parece que vai chorar a qualquer momento. Savan Kotecha, que co-escreveu a canção com a intérprete, relatou à Rolling Stone como foi o processo: "[Quando estávamos escrevendo] 'Ghostin', estávamos em Nova Iorque [...] A música fala por si mesma em termos do que se trata. Estivemos com ela por uma semana em Nova Iorque testemunhando isso, testemunhando seus sentimentos sobre isso". Acredita-se que a letra seja sobre Grande sofrendo pela perda de seu ex-namorado, Miller. O próximo número, "In My Head" é um híbrido de trap-pop com muitas influências de R&B. A ideia central é sobre ter uma imagem errada da pessoa, pois via-o como um anjo quando na verdade ele era o diabo. Via-o como a melhor pessoa no mundo, mas era tudo na sua cabeça. A própria introdução é a gravação daquilo que um dos seus melhores amigos da cantora, Doug Middlebrook, diz que se apaixonou pela versão de uma pessoa que criou na sua mente e que a única coisa que pode mudar foi a si próprio.
A décima faixa, "7 Rings" é uma obra trap-pop e R&B, apresentando um baixo pesado e uma percussão programada. Contém demostrações de "My Favorite Things", composta por Oscar Hammerstein II e Richard Rogers, e interpretada pela atriz e cantora britânica Julie Andrews, presente na trilha sonora do filme The Sound of Music (1965). Suas linhas abordam imensos assuntos sobre a vida pessoal e amorosa de Grande, tal como a terapia, a decisão de usar as suas finanças para ajudar os seus amigos e mimar-se com aquilo que gosta. Grande diz que com todas as coisas más por que passou poderia ficar deprimida e desmotivada mas que, em vez disso, se tornou mais ousada e vanguardista na forma como intervém na música e na sua vida pessoal. A história que motivou o tema e o nome da faixa foi o fato de um dia ter comprado sete anéis de noivado para ela e para as suas amigas, por isso diz: "comprei diamantes iguais para 6 das minhas cadelas". A faixa-título do álbum e seu primeiro single, "Thank U, Next", é a décima primeira obra de seu alinhamento. Em termos musicais, é música pop e R&B de autocapacitação com elementos de synth-pop, cujo lirismo discorre a respeito de muitos dos relacionamentos anteriores da cantora. Discorre sobre sua vida amorosa passada, onde menciona — Big Sean, Ricky Alvarez, Miller e Davidson —, a musicista expressa que apesar de tudo ter terminado, ela foi capaz de aprender algo com cada relacionamento, tornando-se uma pessoa melhor. Afirma que, de momento, encontra-se em paz, que tem tentado fazer uma introspecção de modo a valorizar-se mais, tentando aproveitar o tempo com os amigos e dando a entender que conheceu uma pessoa nova. Com isto, a faixa é também uma ode ao amor próprio. Por isso agradece, e diz "próximo" como que a expressar que está pronta para uma possível relação. O projeto concluiu-se com "Break Up with Your Girlfriend, I'm Bored"; trata-se de uma obra de trap-pop. Ela contém demonstrações de "It Makes Me Ill", canção da boy band 'N Sync, e composta por Kandi Burruss e Kevin Briggs. Reforça a ideia anteriormente transmitida em "Thank U, Next", de que ela está numa relação com si mesma: "Conheci outra pessoa, estamos conversando melhor / o nome dela é Ar". A faixa substituiu "Remember", uma música previamente planejada para estar no projeto, mas foi considerada muito pessoal para Grande lançar.

## Lançamento e divulgação

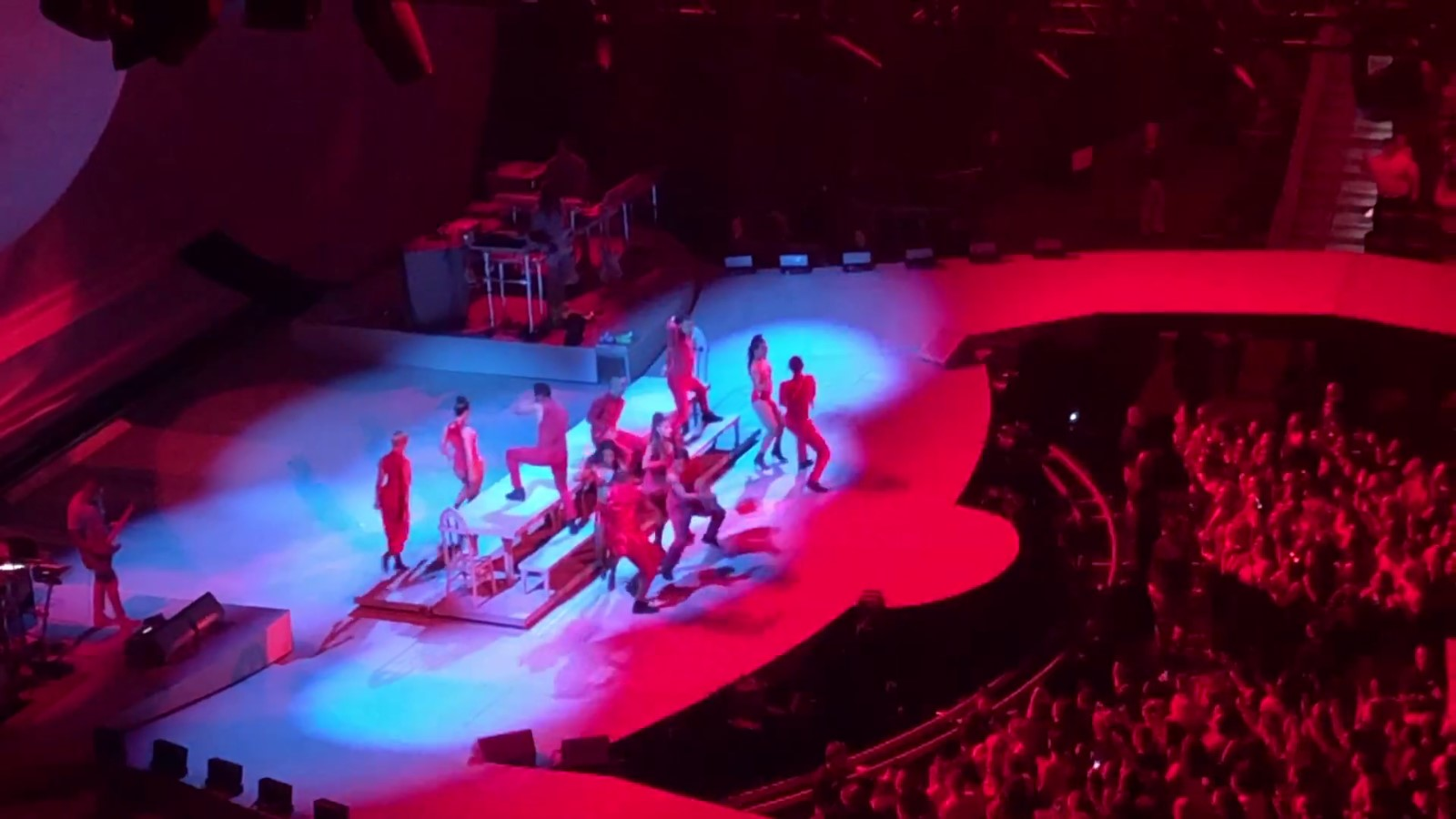
Grande apresentando-se na turnê Sweetener World Tour em Tampa, no dia 26 de novembro de 2019.

Thank U, Next foi lançado mundialmente em 8 de fevereiro de 2019, pela Republic Records, cinco meses e 22 dias depois da liberação de Sweetener, que ocorreu em 17 de agosto de 2018. Sobre lançar dois álbuns em um período tão curto de tempo, Grande revelou que desejava quebrar "certos padrões que as mulheres do pop seguem e os homens não" e receber o mesmo tratamento que um rapper recebe. Ela completou, explicando que estava cansada das estratégias de lançamento anteriores usadas para seus discos: "Eu só quero falar com meus fãs, cantar, escrever música e lançar do jeito que os homens fazem. Por que eles podem liberar discos em espaços curtos de tempo e eu não?'. Então eu faço e fiz, e continuarei a fazer". A arte da capa do álbum, fotografada por Alfredo Flores, mostra a intérprete deitada de cabeça para baixo no chão com o título da obra pintado no pescoço. A capa da edição digital apresenta uma borda rosa, enquanto a edição física apresenta uma borda preta.
Divulgação mínima foi realizada para promover Thank U, Next; No The Ellen DeGeneres Show de 12 de novembro de 2018, Grande realizou a primeira performance ao vivo da faixa título do álbum, além de conversar com Ellen DeGeneres sobre o lançamento e assuntos de sua vida e carreira. No dia 7 do mês seguinte, participou do Women in Music da Billboard, onde recebeu o prêmio de Mulher do Ano. Durante seu discurso de aceitação, ela disse: "Acho interessante que este tenha sido um dos melhores anos da minha carreira e o pior da minha vida [pessoal]. Tenho tudo o que sempre sonhei em ter e, ultimamente, tenho descobrindo que são as coisas e as pessoas que sempre tive que ainda me fazem mais feliz"; na ocasião, ela deu voz a "Thank U, Next" caracterizada por um vestido cor de lavanda, combinando com botas até o joelho e seu característico longo rabo de cavalo.
Já no Billboard Music Awards, realizado em 1 de maio de 2019, a artista vestiu um sutiã, saia de látex e jaqueta, ambos de cor rosa, enquanto apresentou-se com "7 Rings". Ela não pode estar presente em Las Vegas, onde acontece a cerimônia, mas transmitiu a performance direto de um concerto. Maior promoção ao projeto foi feita através da Sweetener World Tour, que apoiou tanto Thank U, Next quanto Sweetener  e iniciou-se em 18 de março de 2019, com a primeira etapa composta por 50 apresentações na América do Norte. A segunda teve início em 17 de agosto, consistindo em 30 shows pela Europa. A terceira, por sua vez, visitou 18 cidades na América do Norte e terminou em Inglewood, Califórnia, no The Forum. Normani e Social House serviram como atos de abertura para a primeira etapa da digressão.

### Singles
A faixa-título do álbum foi lançada como o seu primeiro single em 3 de novembro de 2018, sem anúncios prévios. Isso não atrapalhou seu excelente desempenho comercial. Com apenas cinco dias de rastreamento, estreou em primeiro lugar na Billboard Hot 100, tornando-se a primeira música de Grande a ocupar essa posição na tabela. A música também quebrou vários recordes, incluindo a maior quantidade de streaming já recebida por uma música de uma mulher em um único dia no Spotify O videoclipe que o acompanha, dirigido por Hannah Lux Davis e lançado em 30 de novembro, parodia cenas de filmes adolescentes dos anos 1990 e 2000, como Bring It On, Legally Blonde, Mean Girls e 13 Going on 30. O vídeo também conta com a participação de atores que interpretaram personagens dessas produções. Quebrou os recordes de videoclipe mais assistido no YouTube em 24 horas e o mais rápido da história da plataforma Vevo a atingir 100 milhões de visualizações. Foi recebido com aclamação da crítica especializada; os analistas elogiaram seu apelo, lirismo e mensagem positiva. Mais tarde, a revista Rolling Stone a colocou na 137.ª posição entre as 500 melhores canções de todos os tempos.
"7 Rings" foi lançado como o segundo foco de promoção do registro em 18 de janeiro de 2019. A faixa também foi um sucesso comercial, chegando ao topo das paradas de 15 países, incluindo os EUA, estreando diretamente no topo da Billboard Hot 100. Com isso, Grande não apenas tornou-se a terceira artista feminina a ter duas ou mais músicas a debutar diretamente nesse posto, mas também converteu Thank U, Next no terceiro disco a estrear dois singles na liderança, depois de Scorpion (2018), de Drake e Daydream (1995) de Mariah Carey. Recebeu críticas geralmente mistas de críticos musicais especializados, e foi o centro de acusações de plágio por parte de vários artistas. O videoclipe correspondente mostra a cantora em uma festa com as amigas, celebrando a amizade e o prazer de gastar dinheiro com elas.
Em 8 de fevereiro de 2019, o mesmo dia em que o álbum foi lançado, "Break Up with Your Girlfriend, I'm Bored" foi divulgado como o seu terceiro e último single. A música estreou no topo das paradas na Irlanda e no Reino Unido. Neste último, Grande se tornou a primeira artista feminina a se substituir no cume da parada e se juntou a apenas três outros músicos a ter três singles nessa posição em menos de 100 dias. "Break Up with Your Girlfriend, I'm Bored" estreou na vice-liderança da Billboard Hot 100, tornando-se o 13º single de Grande no top dez da parada. Ao ocupar essa posição, enquanto "7 Rings" estava no número um e "Thank U, Next" no número três, Grande se tornou o primeiro artista a ficar entre os três primeiros lugares da tabela desde os Beatles em 1964. Um videoclipe que o acompanha foi dirigido por Hannah Lux Davis e retrata a intérprete em um triângulo amoroso com um casal, incluindo uma sósia dela. Uma cena no vídeo foi comparada a Single White Female (1992), enquanto algumas publicações o criticaram por queerbaiting. "Imagine" foi lançado como o único single promocional do projeto em 14 de dezembro de 2018.

## Repercussão

### Crítica profissional
| Críticas profissionais | Críticas profissionais |
| Pontuações agregadas   | Pontuações agregadas   |
| Fonte                  | Avaliação              |
| ---------------------- | ---------------------- |
| Metacritic             | 86/100                 |
| Avaliações da crítica  |                        |
| Fonte                  | Avaliação              |
| AllMusic               | [ 26 ]                 |
| The A.V. Club          | A−                     |
| Consequence of Sound   | A−                     |
| Entertainment Weekly   | B+                     |
| The Guardian           | [ 91 ]                 |
| The Independent        | [ 92 ]                 |
| The Irish Times        | [ 93 ]                 |
| NME                    | [ 31 ]                 |
| Pitchfork              | 7.9/10                 |
| Rolling Stone          | [ 37 ]                 |

Após o seu lançamento, Thank U, Next recebeu ampla aclamação dos críticos musicais especializados. No agregador de resenhas Metacritic — que estabelece uma média de até cem pontos com base nas avaliações dos críticos —, a obra obteve 78 pontos de aprovação, que foram baseados em 24 resenhas recolhidas, o que indica "análises geralmente positivas"; a maior pontuação entre qualquer um dos álbuns de Grande.
Rob Sheffield, da Rolling Stone, concedeu quatro de cinco estrelas para o disco afirmou que Thank U, Next é "um dos melhores álbuns pop do ano até agora, mesmo em um 2019 que já está se revelando ótimo para novas músicas. Thank U, Next faz você suspeitar que a melhor Ariana ainda esteja por vir". O jornalista Ross Horton, do The Line of Best Fit, deu uma nota 9 de 10 para o álbum, a qual elogiou tanto por sua composição quanto por sua produção, além de descreve-lo como "contraditório, seguro, mas terno. É delicado, mas forte. É música pop doce e envolta em uma concha de metal inquebrável. É lindo, mas vulgar. É, francamente, muito mais do que poderíamos esperar dela". Ao compará-lo a Sweetener, ele disse que Thank U, Next era melhor, principalmente, em termos de "composição, seleção de samples e performances vocais". Stephen Thomas Erlewine, da AllMusic, também o comparou ao seu antecessor, dizendo que este soa "mais leve" em relação a Sweetener e com sentimentos "mais humanos", citando a letra de apelo consumista de "7 Rings" como exemplo. Complementando que, a obra, reflete "uma cantora que não apenas sabe o que quer, mas sabe que é desejada, e essa atitude une e impulsiona Thank U, Next [...] transformando-o em um disco que incorpora todos os aspectos de Grande, a grande estrela pop". Escrevendo para o Los Angeles Times, Mikael Wood avaliou: "Thank U, Next ostenta a cura emocional de Grande; está impregnado da alegria de descobrir que o que não a matou realmente a tornou mais forte".
Michael Cragg, do jornal britânico The Guardian, deu ao projeto quatro de cinco estrelas. Na análise, o editor expressou: "Chegando menos de seis meses depois de Sweetener, Thank U, Next poderia ter parecido apressado, a toque de caixa para garantir o status de Grande como a maior estrela pop do mundo. Em vez disso — deixando de lado o ponto baixo e jocoso "7 Rings" —, parece mais coeso, o resultado de um clima predominante de explosão e criatividade, em oposição à divisão bruta de Sweetener feito entre o som sofisticado característico de Pharrell e as inclinações mais pop de Max Martin e sua equipe". Helen Brown, do The Independent, o entregou a mesma nota e reparou que a artista está "abraçando sua garota má interior (no sensual "Break Up with Your Girlfriend, I'm Bored") [e] assumindo suas falhas e contradições" em faixas como "Needy" e "NASA", mas concluiu que o álbum carece de "coragem vocal" suficiente. Sal Cinquemani, da revista Slant, concedeu ao conjunto três estrelas de cinco, acreditando que era "facilmente o trabalho sonoramente mais consistente de Grande até o momento". Ele criticou o fato de que "algumas das de suas sofisticadas faixas de R&B tendem a soar semelhantes", mas concluiu dizendo que a "recusa de Grande em fingir um sorriso é o que a torna tão simpática". Em sua resenha publicada pela Vice, Robert Christgau emitiu três estrelas ao disco, a qual percebeu ser o "amadurecimento de Grande dos truques de estúdio multicanal em direção a canções de amor diretas; canções estas que um velho rabugento pode reclamar que são muito específicas de superestrelas"; a faixa-título e "Ghostin'" foram citadas como destaques.
Atribuindo ao produto uma nota B+, Maura Johnston, da revista Entertainment Weekly, prezou a evolução artística e pessoal da intérprete imprimida no disco, escrevendo: "Em Thank U, Next, Grande leva a sério o conselho que deu no single "Breathin" de Sweetener, dando a si mesma espaço para crescer, sendo honesta sobre os altos e baixos que suportou e usando suas imperfeições não como armas, mas como razões para se amar mais". Emily Mackay, da NME, observa que o disco "contém as chaves para anestesiar a dor por meio de encontros mal aconselhados ('Bad Idea'), dando a si mesmo espaço de seus entes queridos em meio às complexidades da vida ('NASA') e eliminando a negatividade perseguindo pessoas que são erradas para você ('Bloodline')", enquanto "resto do álbum, é um lembrete de que, com positividade e esperança, se Grande conseguiu superar os últimos dois anos, nós podemos superar qualquer coisa que a vida nos trouxer". Escrevendo no The A.V. Club, Annie Zaleski entregou uma nota A− ao conjunto. Ele definiu o seu conteúdo como "bem elaborado, sem parecer exagerado", ao passo que elogiou suas letras, incluindo a faixa-título, que "brinca habilmente com a tensão entre sentimentos universais e confissões profundamente pessoais". Emitindo a mesma classificação, Wren Graves, da Consequence of Sound, opinou que não havia nenhuma música ruim em Thank U, Next, sendo "7 rings" a única que lhe parecia fora de contexto. O autor cita o uso de interpolação em sua melodia como justificativa: "É estranho encontrar essa melodia pronta quando o resto do álbum é tão original". Ele concluiu definindo o álbum: "Parece vivido, verdadeiro, autêntico. Thank U, Next é uma declaração pessoal de um talento geracional que ainda tem apenas 25 anos. E talvez essa seja a parte mais emocionante: Ariana Grande está apenas entrando em seu auge".
Para Neil McCormick, do The Daily Telegraph, que premiou com as cinco estrelas de cinco possíveis, Thank U, Next qualifica Grande como uma Rainha do pop. Ele destaca "Ghostin" como seu ponto alto, enquanto observa que a obra reflete "Grande em seu momento mais imperturbável e liricamente honesto – bagunçado e falho, mas ciente e sem vergonha de todas as suas contradições". Concluindo que, sua finalidade, "serve tanto como uma emancipação quanto como uma proclamação, com Grande dobrando totalmente seus colaboradores à sua vontade em vez de apenas brincar em suas caixas de areia, e criando uma fusão feliz de pop e R&B que é inteiramente sua". Escrevendo para o portal Omelete, Julia Sabbaga classificou o disco; "[É] leve e não se assemelha em nada com o antecessor, provando que, apesar na proximidade, o novo álbum não é uma coleção de sobras. As músicas soam frescas e consolidam o estilo único de Ariana Grande dentre as estrelas do pop. Sua sonoridade é peculiar, e nunca soou tão bem resolvida". Amanda Petrusich, da Pitchfork, deu uma nota 7.9 de 10 ao projeto. Ele realizou uma análise mais mista, comentando que o rápido processo de escrita das músicas, resultou em algumas letras "desleixadas"; contudo — "nos raros pontos em que a produção é irritante e a escrita é fraca —, Grande compensa com habilidade e intuição. Thank U, Next pode ser um álbum imperfeito, mas é parte de um capítulo perfeito".

### Reconhecimento
Thank U, Next foi incluindo em diversas listas compilando os melhores álbuns de 2019 realizadas por diferentes publicações. A Billboard e a Rolling Stone colocou-o na posição máxima em suas compilações com cinquenta projetos, enquanto prezaram a habilidade da artista em conseguir criar o melhor trabalho de sua carreira em meio ao colapso que experimentava em sua vida pessoal, com a primeira revista citada concluindo que, "neste álbum, a princesa do pop se tornou oficialmente uma rainha". Jessica McKinney, editora da Complex o elegeu como o terceiro melhor, analisando que, "ao longo da lista de 12 faixas, que destacam o novo senso de auto-descoberta e aceitação de Ariana. O ponto culminante de trabalhar sua cura emocional em tempo real é um projeto verdadeiramente vulnerável e relacionável que reflete suas próprias experiências. Diante de uma intensa turbulência emocional, Grande entregou uma joia da coroa em sua discografia cada vez mais forte". Descrevendo-o como "impressionante e envolvente", Mark Savage, da BBC, posicionou Thank U, Next no número nove em seu catálogo; dando ênfase a faixas como "Break Up With Your Girlfriend, I'm Bored" que, ao seu ver, "confirma que Ariana pode estar triste, mas ela não está por fora".
O crítico Jon Pareles, escrevendo no The New York Times, listou a obra como o 11.º melhor lançamento daquele ano e descreveu-o como o seu "álbum mais tematicamente texturizado, assim como seu mais musicalmente aventureiro", concluindo que "ele marcou sua chegada como uma superestrela pop que ainda conseguia se reinventar em um piscar de olhos. No catálogo com os 50 melhores álbuns de 2019, o The Guardian enumerou-o no número dezesseis, observando que, no registro, "Grande graciosamente considera como a vida poderia ter sido e como acabou, entrelaçando melodias doces com produção conflituosa". Ocupou o 30.º lugar, no catálogo da Pitchfork, com editores comentando: "Sua voz arrebatadora costura os humores díspares, deslizando de notas altas deslumbrantes para pseudo-raps roucos, exigindo ser acompanhada enquanto ela o leva da pista de dança para o quarto, da oração para a festa. Há números pop poderosos e chamativos aqui — "NASA", "Bad Idea", "7 Rings" — mas as faixas mais calmas, especialmente a música-título, mostram uma maturidade impressionante". Foi considerado o trigésimo melhor pela revista NME, que o enalteceu: "Foi um álbum generoso, compassivo e honesto também. "Foda-se um sorriso falso", Grande cantou em "Fake Smile". Isso foi uma espécie de declaração de missão para Thank U, Next como um todo".
Além dessas listagens, o disco também foi listado como um dos melhores álbuns da década pelas revistas Billboard (8.ª posição), Rolling Stone (30.ª) e o Uproxx (48.ª posição). Concorreu a diversos prêmios, incluindo o de Álbum de 2019 nos People's Choice Awards, Álbum Pop/rock Favorito nos American Music Awards, Top Billboard 200 Album nos Billboard Music Awards e Álbum Internacional do Ano nos Juno Awards e LOS40 Music Awards. Contudo, não faturou nenhum. O mesmo ocorreu nos Grammy Awards, onde concorreu a Álbum do Ano e Melhor Álbum Vocal de Pop, mas perdeu ambas as láureas.

## Impacto
"Dois anos após o lançamento de um de seus álbuns mais majestosos, o Dangerous Woman, Grande lançou o doce Sweetener. Mas foi apenas seis meses depois, em fevereiro de 2019, que ela apresentou ao público um de seus trabalhos mais poderosos, íntimos e bem sucedidos de toda sua carreira [...] A evolução e o sucesso de Grande como artista é inegável, seja explorando novos estilos musicais ou promovendo causas importantes, ela evidenciou seu crescimento e consolidou sua trajetória na indústria com Thank U, Next. [...] Mais do que uma artista; ela é uma voz poderosa para uma geração, inspirando milhões com suas músicas. "

—Guilherme Barbosa, da Universidade Estadual Paulista, sobre o impacto de Thank U, Next.
Após seu lançamento, veículos de mídia notaram o impacto de Thank U, Next e de seus singles na indústria da música e na cultura popular. Andrew Unterberger, da Billboard, o comparou Sweetener, enquanto prezou a capacidade da artista de se reinventar em dois álbuns diferentes em curto espaço de tempo: "Grande conseguiu o quase impossível desde seu retorno em 2018, lançando o álbum mais aclamado e mais rapidamente vendido de sua carreira e, então, retornou seis meses depois com um sucessor ainda mais aclamado e rapidamente vendido". Para Da'Shan Smith, do uDiscoverMusic, "em um curto espaço de tempo e com sua persona pública abertamente reveladora, Grande redefiniu o que significa ser uma estrela pop hoje". Analisando o impacto da faixa-título, Unterberger comentou: "Sem nenhum anúncio oficial, "Thank U, Next" foi lançado, nem mesmo três meses depois de Grande ter lançado um álbum totalmente diferente. A lógica tradicional da indústria rotularia isso de 'supersaturação do mercado', mas a estrela pop demonstrou que sabia que o jogo estava mudando".
Uma vez que a artista buscava adotar as tendências de lançamento adotadas pelos rappers, que lançavam livremente discos no intervalo de poucos meses, Kate Solomon, da Billboard, enalteceu-a, dizendo que "essa abordagem oferece mais do que apenas um volume maior de material — ela pode aprimorar a própria arte que ela está fazendo ao colocar as músicas em diálogo umas com as outras e dialogando mutuamente em torno delas. Ao não fechar o livro sobre Sweetener, Grande mostra que tem uma história mais rica para contar". Segundo o jornalista Jason Lipshutz, o sucesso da obra reafirmar a posição da intérprete como "mais do que apenas um nome familiar neste momento, mas uma voz indispensável na música popular moderna que entrará na próxima década no comando do jogo". Compartilhando uma opinião semelhante, Andrew Unterberger disse que posicionou Grande entre os cinco de artistas mais populares da década de 2010 — nomeadamente Beyoncé, Rihanna, Taylor Swift e Drake —, e que embora pudesse haver comentários contrários, não haveria "nenhum argumento real contra ela ser a ditadora das regras para toda a música popular no final da década". A própria intérprete, por sua vez, comentou sobre a importância do disco em sua vida: "Fazer esse projeto com tantos amigos queridos literalmente salvou minha vida e me deu coragem para ser vulnerável e honesta com as pessoas".
Em análise da faixa título, Jamie Lewis, da Viking Vibe, enalteceu seu conteúdo lírico: "Em vez de focar no passado, Grande segue em frente com seus relacionamentos anteriores e mostra ao mundo que lições valiosas podem ser aprendidas ao seguir em frente. Grande também ensina seus ouvintes a serem gratos por seus amigos e familiares, além dos obstáculos que eles superaram". Concebido durante um período em que a artista enfrentava conflitos pessoais, os críticos observaram que a canção refletia o interesse dela em não mais esconder sua dor, e assim, poder se relacionar com a dor interior de seus fãs, não importando a situação. Sobre esse aspecto, o acadêmico Steven Sitarik disse a publicação: "Bem, diferente de muitas músicas populares de término de relacionamento, essa música foca em tudo que você pode tirar dela, não apenas os negativos, mas também os positivos". Ele ainda ressaltou que, enquanto muitos artistas "geralmente ignoram a auto-cura e a apreciação, então Grande é um dos primeiros músicos a quebrar o gelo e criar um diálogo sobre como viver uma vida saudável e feliz". Lipshutz atribuiu a recepção mais favorável do disco "a franqueza com a qual ela explora suas tragédias pessoais e triunfos profissionais" e que isso "envolveu novos ouvintes, ao mesmo tempo em que ainda ressoa com os fiéis de longa data. Mesmo que as músicas fossem sem graça, a narrativa de Ariana e sua atitude sem rodeios seriam suficientes para convencer os fãs casuais a apertar o play [...] e, felizmente, as novas músicas também são demais". De acordo com Nolan Feeney, Thank U, Next será lembrado, ao longo dos anos, "pela maneira como ele nos fez sentir como se tivéssemos feito um login diretamente na conta do iMessage de Grande enquanto ela lidava com grandes questões sobre amor, vida e perda com uma graça invejável".
O vídeo musical de "Thank U, Next" também causou impacto junto ao público na forma de consumo de videoclipes por intermédio do Youtube. Em entrevista, Davis, diretora da gravação comentou: "Tornou-se um evento cultural. As pessoas me dizem: 'Lembro que [quando foi lançado] estava no meu escritório com meus colegas de trabalho reunidos em volta de um computador'. Não foi lançado por volta da meia-noite e as pessoas assistiram na cama — foi um evento durante o dia". Andrew Unterberger, da Billboard, atribuiu esse apelo na plataforma "aos seus marcos culturais e algum uso inteligente de mídia social por Grande e sua equipe. Mas o lançamento do vídeo também marca uma mudança na forma como o YouTube comercializa suas estreias de vídeo - não apenas como produtos sob demanda para serem compartilhados online, mas como "eventos" de alto nível que reintroduzem a ideia de apreciar os mesmos vídeos como uma comunidade. Outros artistas, como Beyoncé e Jay-Z, usam plataformas exclusivas como o Tidal por esse motivo; o YouTube e "Thank U, Next" estão tentando alcançar a mesma experiência, mantendo o acesso ao maior público possível". Ele continuou o texto, dizendo: "Em outras palavras, a popularidade de "Thank U, Next" não veio do retorno tão esperado de um artista aos holofotes. Foi porque a música e o vídeo, parafraseando a própria Ariana, foram projetados para serem um sucesso". Da mesma forma, Smith expressou que ela "dominou a arte de transformar o lançamento de um videoclipe em um momento cultural global. [...] mas nos últimos dois anos Grande elogiou a atenção do mundo com um momento viral após o outro; primeiro com a visão surrealista de "nenhuma lágrima para chorar", depois com a sátira da comédia romântica "Thank U, Next" e os visuais chamativos de poder feminino de "7 rings".

## Equipe e colaboradores
Lista-se abaixo os profissionais envolvidos na elaboração de Thank U, Next, de acordo com notas publicadas no Tidal.
Vocais
- Ariana Grande: vocais principais
- Victoria Monét: vocais de apoio (faixas 2–3, 7–8, 10–11)
- Tayla Parx: vocais de apoio (faixas 2–3, 7, 10)
- Shangela Laquifa Wadley: vocais não creditados (faixas 3)[130]
- Marjorie Grande: vocais de apoio (faixa 4)
- Doug Middlebrook: vocais de apoio (faixa 9)

Instrumentação
- Happy Perez: guitarra (faixas 1, 5, 9), teclados (faixas 1, 5, 9)
- Pop Wansel: teclados (faixas 1, 5, 9)
- Peter Lee Johnson: cordas (faixa 2)
- Wojtek Bylund: saxofone alto (faixa 4)
- Ilya Salmanzadeh: baixo (faixas 4, 6, 8, 12), bateria (faixas 4, 6, 12), guitarra (faixas 4, 6, 8), teclados (faixas 4, 6, 8, 12), arranjo de cordas (faixa 6)
- Janne Bjerger: trompete (faixa 4)
- Max Martin: baixo (faixas 4, 6, 8, 12), bateria (faixas 4, 6, 12), guitarra (faixas 4, 6, 8), teclados (faixas 4, 6, 8, 12), arranjo de cordas (faixa 6)
- Mattias Bylund: arranjo de órgão (faixa 4), cordas (faixas 6, 8), arranjo de cordas (faixa 6), violino (faixa 6)
- Magnus Johannson: trompete (faixa 4)
- Peter Noos Johannson: trombone (faixa 4)
- Tomas Jonnson (Jonsson):[131] saxofone tenor (faixa 4)
- JProof: teclados (faixas 5, 9)
- David Bukovinszky: violoncelo (faixas 6, 8)
- Alexander West: guitarra (faixa 7)
- Larrance Dopson: guitarra (faixa 7)
- Mattias Johansson: violino (faixa 8)

Produção
- Ariana Grande: produção executiva, produção vocal (todas as faixas), arranjador musical (faixa 11)
- Scooter Braun: produção executiva
- Happy Perez: produção executiva (faixas 1, 5, 9)
- Pop Wansel: produção executiva (faixas 1, 5, 9)
- Tommy Brown: produção (faixas 2–3, 7, 10–11)
- Charles Anderson: produção (faixas 3, 10–11)
- Max Martin: produção (faixas 4, 6, 8, 12), produção vocal (faixa 8)
- Ilya Salmanzadeh: produção (faixas 4, 6, 8, 12), produção vocal (faixa 8)
- Brian Baptiste: produção (faixa 7)
- Michael Foster: produção (faixas 10–11)
- Victoria Monét: produção vocal (faixas 2–3, 7–8, 10–11)
- Tayla Parx: produção vocal (faixas 2, 7)
- Nova Wav: co-produção (faixa 9)
- Andrew Luftman: coordenação de produção (faixas 1, 5, 9)
- Sarah Shelton: coordenação de produção (faixas 1, 5, 9)
- Zvi Edelman: coordenação de produção (faixas 1, 5, 9)

Técnico
- Happy Perez: programação (faixas 1, 5, 9)
- Pop Wansel: programação (faixas 1, 5, 9)
- Tommy Brown: programação (faixas 2–3, 10)
- Charles Anderson: programação (faixas 3, 10)
- Ilya Salmanzadeh: programação (faixas 4, 6, 8, 12)
- Max Martin: programação (faixas 4, 6, 8, 12)
- Michael Foster: programação (faixa 10)
- John Hanes: mixagem (faixas 1–3, 10), assistência de mixagem (faixas 4–9, 11–12)
- Serban Ghenea: mixagem (todas as faixas)
- Billy Hickey: engenharia (faixas 2, 3, 7, 10, 11)
- Sam Holland: engenharia (faixas 6, 8)
- Brendan Morawski: engenharia (faixa 1), engenharia (faixas 2, 3, 5, 7–11)
- Joe Gallagher: gravação (faixa 1), engenharia (faixas 5, 9)
- Sean Klein: assistência de gravação (faixas 1–3, 5, 7–8, 10, 11), assistência de engenharia de remix (faixa 9)
- Jeremy Lertola: assistência de gravação (faixas 4, 6, 8, 12)
- Cory Bice: assistência de gravação (faixas 4, 6, 8, 12)

Arte
- Jessica Severn: direção de arte e design
- Brian "kid orange" Nicholson: Gargantilha/grafite[132]
- Alfredo Flores: fotografia

## Alinhamento de faixas
| Thank U, Next — Edição padrão |                                            | |                                     |         |  |
| N.º                           | Título                                     | Compositor(es) | Produtor(es)                        | Duração |  |
| 1.                            | "Imagine"                                  | Ariana Grande Pop Wansel Happy Perez Priscilla Renea Jameel Roberts                                                | Pop Wansel Happy Perez              | 3:32    |  |
| 2.                            | "Needy"                                    | Grande Victoria Monét Tayla Parx Tommy Brown                                                                       | Brown                               | 2:51    |  |
| 3.                            | "NASA"                                     | Grande Monét Parx Brown Charles Anderson                                                                           | Brown Anderson                      | 3:02    |  |
| 4.                            | "Bloodline"                                | Grande Max Martin Ilya Salmanzadeh Savan Kotecha                                                                   | Martin Ilya                         | 3:36    |  |
| 5.                            | "Fake Smile"                               | Grande Wansel Perez Renea Kennedi Lykken Justin Tranter Joseph W. Frierson Wendy Rene                              | Pop Wansel Happy Perez              | 3:28    |  |
| 6.                            | "Bad Idea"                                 | Grande Martin Salmanzadeh Kotecha                                                                                  | Martin Ilya                         | 4:27    |  |
| 7.                            | "Make Up"                                  | Grande Monét Parx Brown Brian Baptiste                                                                             | Brown Baptiste                      | 2:20    |  |
| 8.                            | "Ghostin"                                  | Grande Monét Parx Martin Salmanzadeh Kotecha                                                                       | Martin Ilya                         | 4:31    |  |
| 9.                            | "In My Head"                               | Grande Wansel Perez Brittany "Chi" Coney Denisia Andrews Lindel Deon Nelson, Jr. Roberts                           | Pop Wansel Happy Perez Nova Wav [a] | 3:42    |  |
| 10.                           | "7 Rings"                                  | Grande Monét Parx Brown Anderson Michael Foster Njomza Vitia Kimberly Krysiuk Richard Rodgers Oscar Hammerstein II | Brown Anderson Foster               | 2:58    |  |
| 11.                           | "Thank U, Next"                            | Grande Monét Parx Brown Anderson Foster Vitia Krysiuk                                                              | Brown Anderson Foster               | 3:27    |  |
| 12.                           | "Break Up with Your Girlfriend, I'm Bored" | Grande Martin Salmanzadeh Kotecha Kandi Burruss Kevin Briggs                                                       | Martin Ilya                         | 3:10    |  |
| Duração total:                | Duração total:                             | Duração total: | Duração total:                      | 41:11   |  |

| Thank U, Next — Faixa bônus da edição japonesa |                                                 |                                                                                           |                       |         |  |
| N.º                                            | Título                                          | Compositor(es)                                                                            | Produtor(es)          | Duração |  |
| 13.                                            | "7 Rings" (remix; com participação de 2 Chainz) | Grande Monét Foster Anderson Parx Vitia Krysiuk Brown Rodgers Hammerstein II Tauheed Epps | Brown Anderson Foster | 2:58    |  |
| 14.                                            | "Monopoly" (com participação de Victoria Monét) | Grande Monét Foster Anderson Tim Suby                                                     | Suby Social House [a] | 2:38    |  |
| Duração total:                                 | Duração total:                                  | Duração total:                                                                            | Duração total:        | 46:47   |  |

| Thank U, Next — DVD bônus da edição japonesa |                                                            |                  |         |  |
| N.º                                          | Título                                                     | Diretor(es)      | Duração |  |
| 1.                                           | "Thank U, Next" (vídeo musical)                            | Hannah Lux Davis | 5:30    |  |
| 2.                                           | "7 Rings" (vídeo musical)                                  | Lux Davis        | 3:04    |  |
| 3.                                           | "Break Up with Your Girlfriend, I'm Bored" (vídeo musical) | Lux Davis        | 3:24    |  |
| Duração total:                               | Duração total:                                             | Duração total:   | 11:58   |  |

Notas
- ↑[a]  significa um co-produtor
- "Fake Smile" contém uma amostra de "After Laughter (Comes Tears)" interpretada por Wendy Rene, escrita por Joseph W. Frierson e Mary Lou Frierson.
- "7 Rings" interpola trechos de "My Favorite Things", escrita por Oscar Hammerstein II e Richard Rodgers.
- "Break Up with Your Girlfriend, I'm Bored" contém uma interpolação de "It Makes Me Ill" de NSYNC.

## Desempenho comercial

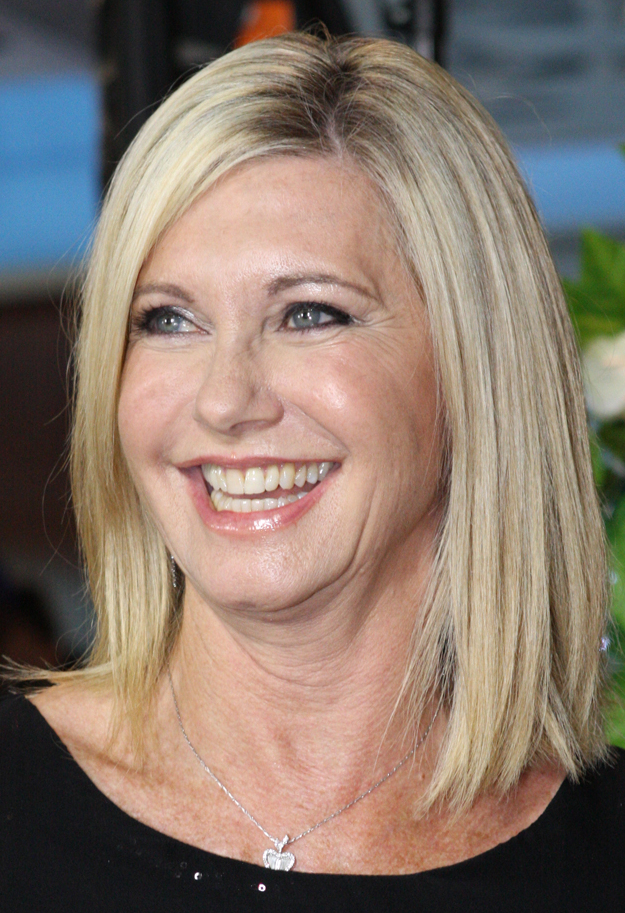
Em menos de seis meses, Grande emplacou Sweetener e Thank U, Next no ápice da Billboard 200; marcando a menor lacuna entre dois projetos número um para uma mesma cantora, um feito até então pertencente à Olivia Newton-John (imagem).

Durante a sua semana de lançamento, Thank U, Next debutou no cume da Billboard 200 com 360 mil unidades equivalentes distribuídas nos Estados Unidos, país nativo de Grande, das quais 116 mil eram vendas puras. Foi o quarto álbum da artista a alcançar essa posição, e o segundo em menos de seis meses; marcando, até então, a menor lacuna entre dois discos em número um para uma mesma artista desde If You Love Me, Let Me Know (1974) e Have You Ever Been Mellow (1975), de Olivia Newton-John. Seu número vendas na semana de abertura também foi o maior para um álbum pop desde Reputation (2017), de Taylor Swift. As faixas de Thank U, Next em formato de áudio obtiveram um total de 307 milhões de streams sob demanda em seus sete primeiros dias, sendo esse o maior valor já registrado em território estadunidense para um disco pop e de uma artista feminina, e o oitavo maior no geral. Na época, a Billboard também observou que das 20 maiores semanas de streaming de álbuns, Thank U, Next foi o único título não hip hop presente.
Em sua segunda atualização o trabalho permaneceu no topo da Billboard 200, gerando 151 mil vendas adicionais, consistindo em 20 mil vendas puras, tornando-se o primeiro álbum de Grande a passar mais de uma edição no posto. Recebeu pouco mais de 168 milhões de streams sob demanda em sua segunda semana, o que, na época, converteu-se no segunda maior quantidade para um disco pop — atrás de seu próprio número na primeira semana —, e o terceiro para uma cantora. Thank U, Next foi o segundo título com melhor desempenho na Billboard 200 em 2019, onde esteve por mais de 168 atualizações na parada, sendo o mais longevo do catálogo de Grande. Recebeu certificado de platina dupla pela Recording Industry Association of America (RIAA) denotando uma comercialização excedente a dois milhões de cópias no país. No Canadá, Thank U, Next estreou no comando do Canadian Albums Chart, com 33 mil unidades equivalentes a álbuns, sendo o terceiro trabalho de Grande a alcançar o posto no país. Seus 29 milhões de streams foram a quantia mais alta que um álbum uma artista feminina recebeu na primeira semana até então. Continuou na liderança do gráfico por três semanas e se tornou o terceiro disco mais transmitido do país em 2019. Eventualmente, foi condecorado com certificado como platina tripla pela Music Canada (MC), por 240 mil réplicas.
No México, além de ter atingido o número um, Thank U, Next ainda vendeu cópias suficientes para angariar um certificado de platina, emitido pela Asociación Mexicana de Productores de Fonogramas y Videogramas (AMPROFON) graças ao total de mais de 60 mil cópias vendidas. Por sua vez, no Brasil, foi comprado mais 160 mil vezes, número suficiente para assegurar um disco de diamante, entregue pela Pro-Música Brasil (PMB). Por um ano, manteve o recorde de maior número de streams para um álbum internacional em terras brasileiras nas primeiras 24 horas — com 3 milhões e 200 mil reproduções —, até que Chromatica, de Lady Gaga reivindicou o feito um ano depois. Desempenho semelhante obteve na Oceânia, nomeadamente na Austrália e Nova Zelândia, onde o conjunto constatou no ápice de suas paradas musicais. No primeiro território citado, marcou a quarta vez que Grade emplacou um trabalho no posto. Mais tarde, recebeu certificados de platina em ambos os países, indicando vendas acima de 70 mil e de 30 mil cópias, respectivamente. Paralelamente, não obteve altas posições nas tabelas musicais na Ásia, conquistando apenas o décimo segundo posto como melhor no Japão e chegou até a 30ª posição na Coreia do Sul. No entanto, como recompensa pelas mais de trinta mil réplicas exportadas em Singapura, foi premiado com dois discos de platina pela Recording Industry Association Singapore (ARIA).
Na Europa Continental, a obra qualificou-se no primeiro lugar em onze países, como na Áustria, Estônia, Irlanda e Noruega. Com Thank U, Next, Grande atingiu pela terceira vez em sua carreira o 1º lugar da britânica UK Albums Chart, com 65 mil unidades equivalentes adquiridas. Ao receber 59 milhões de streams, estabeleceu o recorde de maior quantidade por um disco de uma artista feminina em uma semana no país, superando seu anterior, Sweetener. No total, passou mais duas semanas no topo e foi o sétimo com melhores resultados naquele ano na tabela. É também o terceiro projeto de uma mulher mais comprado de todos os tempos por intermédio digital no Reino Unido, atrás apenas de Lover  (2019), de Taylor Swift, e Hurts 2B Human (2019), de Pink. Devido às mais de 300 mil cópias distribuídas, foi condecorado com certificado com platina pela British Phonographic Industry (BPI). De acordo com a Federação Internacional da Indústria Fonográfica, Thank U, Next foi o oitavo projeto mais vendido de 2019 ao redor do mundo — com mais de um milhão de cópias puras contabilizadas —, e posicionou Grande em quarto lugar entre as artistas femininas que mais venderam no período.
| País — Tabela musical (2019)           | Posição de pico |
| -------------------------------------- | --------------- |
| Argentina (CAPIF)                      | 1               |
| Alemanha (GfK Entertainment Charts)    | 3               |
| Austrália (ARIA Charts)                | 1               |
| Áustria (Ö3 Austria Top 40)            | 1               |
| Bélgica (Ultratop 50 de Flandres)      | 1               |
| Bélgica (Ultratop 40 de Valônia)       | 3               |
| Canadá (Canadian Albums Chart)         | 1               |
| Coreia do Sul (Goan)                   | 30              |
| Croácia (HDU)                          | 2               |
| Dinamarca (Hitlisten)                  | 1               |
| Escócia (OCC)                          | 1               |
| Eslováquia (IFPI Slovenská Republika)  | 2               |
| Espanha (PROMUSICAE)                   | 3               |
| Estônia (Eesti Ekspress)               | 1               |
| Estados Unidos (Billboard 200)         | 1               |
| França (SNEP)                          | 3               |
| Finlândia (IFPI Finlândia)             | 2               |
| Grécia (IFPI Grécia)                   | 1               |
| Hungria (MAHASZ)                       | 11              |
| Irlanda (IRMA)                         | 1               |
| Islândia (Tónlistinn)                  | 2               |
| Itália (FIMI)                          | 2               |
| Japão (Oricon)                         | 3               |
| Japão (Billboard Japan)                | 12              |
| Lituânia (AGATA)                       | 1               |
| México (AMPROFON)                      | 1               |
| Noruega (VG-lista)                     | 1               |
| Nova Zelândia (Recorded Music NZ)      | 1               |
| Países Baixos (Dutch Charts)           | 2               |
| Polônia (ZPAV)                         | 3               |
| Portugal (AFP)                         | 2               |
| Reino Unido (UK Albums Chart)          | 1               |
| República Checa (IFPI Česká Republika) | 1               |
| Suécia (Sverigetopplistan)             | 1               |
| Suíça (Schweizer Hitparade)            | 2               |

| País — Tabela musical (2019)        | Posição |
| ----------------------------------- | ------- |
| Alemanha (GfK Entertainment Charts) | 80      |
| Austrália (ARIA Albums)             | 7       |
| Áustria (Ö3 Austria Top 40)         | 40      |
| Bélgica (Ultratop de Flandres)      | 11      |
| Bélgica (Ultratop de Valônia)       | 46      |
| Canadá (Canadian Albums Chart)      | 3       |
| Dinamarca (Hitlisten)               | 13      |
| Estados Unidos (Billboard 200)      | 2       |
| Espanha (PROMUSICAE)                | 44      |
| França (SNEP)                       | 59      |
| Irlanda (IRMA)                      | 6       |
| Islândia (Tónlistinn)               | 8       |
| Itália (FIMI)                       | 59      |
| Letônia (LAIPA)                     | 3       |
| México (AMPROFON)                   | 5       |
| Mundo (IFPI)                        | 8       |
| Nova Zelândia (RMNZ)                | 3       |
| Noruega (IFPI Noruega)              | 6       |
| Países Baixos (Dutch Charts)        | 11      |
| Polônia (ZPAV)                      | 60      |
| Reino Unido (UK Albums Chart)       | 7       |
| Suécia (Sverigetopplistan)          | 10      |
| Suíça (Schweizer Hitparade)         | 43      |
| País — Tabela musical (2020)        | Posição |
| Austrália (ARIA Charts)             | 68      |
| Bélgica (Ultratop de Flandres)      | 74      |
| Bélgica (Ultratop de Valônia)       | 158     |
| Dinamarca (Hitlisten)               | 84      |
| Estados Unidos (Billboard 200)      | 57      |
| França (SNEP)                       | 187     |
| Irlanda (IRMA)                      | 40      |
| Nova Zelândia (RMNZ)                | 43      |
| Reino Unido (UK Albums Chart)       | 74      |

| País — Tabela musical (2000—09) | Posição |
| ------------------------------- | ------- |
| Estados Unidos (Billboard 200)  | 68      |

| Região | Certificação | Vendas     |
| --- | ------------ | ---------- |
| Alemanha (BVMI) | Ouro         | 100 000‡   |
| Austrália (ARIA) | Ouro         | 70 000‡    |
| Áustria (IFPI Áustria) | Platina      | 7 500‡     |
| Bélgica (BEA) | Ouro         | 10 000‡    |
| Brasil (Pro-Música Brasil) | Diamante     | 160 000‡   |
| Canadá (Music Canada) | 3× Platina   | 240 000‡   |
| Dinamarca (IFPI Dinamarca) | 2× Platina   | 40 000‡    |
| Espanha (PROMUSICAE) | Ouro         | 20 000‡    |
| Estados Unidos (RIAA) | 2× Platina   | 2 000 000‡ |
| França (SNEP) | Platina      | 100 000^   |
| Itália (FIMI) | Platina      | 50 000‡    |
| México (AMPROFON) | Platina      | 60 000‡    |
| Nova Zelândia (RIANZ) | 5× Platina   | 75 000‡    |
| Noruega (IFPI Noruega) | Platina      | 80 000*    |
| Polônia (ZPAV) | 4× Platina   | 40 000*    |
| Portugal (AFP) | Ouro         | 3 500^     |
| Singapura (RIAS) | 2× Platina   | 20 000‡    |
| Reino Unido (BPI) | Platina      | 494 000    |
| Suécia (GLF) | Platina      | 30 000‡    |
| Suíça (IFPI Suíça) | 4× Platina   | 80 000^    |
| *números de vendas baseados somente na certificação ^distribuições baseadas apenas na certificação ‡vendas+valores de streaming baseados somente na certificação |              |            |

## Histórico de lançamento
| País   | Data                   | Edição | Formato                                    | Gravadora(s) | Ref.            |
| ------ | ---------------------- | ------ | ------------------------------------------ | ------------ | --------------- |
| Vários | 8 de fevereiro de 2019 | Padrão | CD download digital streaming fita cassete | Republic     | [ 231 ] [ 232 ] |
| Vários | 10 de maio de 2019     | Padrão | vinil                                      | Republic     | [ 233 ]         |
| Japão  | 26 de junho de 2019    | Deluxe | CD download digital DVD                    | Universal    | [ 234 ]         |